# Alojzij Remec
Alojzij Remec, slovenski dramatik, pesnik, pisatelj in politik, oče pisatelja Mihe Remca, * 10. april 1886, Trst, † 21. november 1952, Ptuj.

## Življenje
Alojzij Remec se je rodil v Trstu leta 1886 očetu Valentinu in materi Katarini Rožič. Pri dveh letih starosti je zbolel za črnimi kozami, za katerimi je umrla njegova enoletna sestra Helena. Po zdravniškem nasvetu sta ga starša peljala k staremu očetu, Jožefu Rožiču, v Osek v Vipavsko dolino, kjer je okreval. Osemleten se je vrnil v Trst, kjer je dokončal osnovno šolo Ciril-Metodove družbe ter med letoma 1898 in 1906 obiskoval nemško gimnazijo.
Po gimnaziji se je vpisal na goriško bogoslovje, a ga je po treh letih opustil in v Gradcu pričel s študijem prava, ki ga je moral leta 1914 zaradi vpoklica v vojaško službo prekiniti. Leta 1916 je promoviral kot vojak z doktoratom in se poročil z Anico Ratej.
Po končanem študiju je služboval v odvetniški pisarni dr. Pavletiča v Gorici, nato kot odvetniški pripravnik v pisarni dr. Vladislava Pegana v Ljubljani. Leta 1927 se je z družino preselil na Ptuj in deloval kot odvetnik. 10. decembra 1935 je bil imenovan za župana Ptuja in je ta položaj zasedal do nemške okupacije leta 1941, ko so ga aretirali. Poslali so ga v taborišči Borh in Rajhenburg, od koder so ga skupaj z družino izgnali v Srbijo, v Vnjačko banjo, kjer so preživeli štiri leta. Na Ptuj se je Alojzij z družino vrnil julija 1945, kjer je nadaljeval z odvetniško prakso.

## Delo
Alojzij Remec se je začel literarno udejstvovati že v gimnazijskih letih ter se širši javnosti predstavil najprej skozi svojo poezijo. Kasneje se je posvetil še prozi in dramatiki. Njegovo najbolj znano delo je ekspresionistična drama Magda, čeprav je znotraj dramatike pisal predvsem igre za ljudske odre. Njegovo literarno ustvarjanje ni zgolj vrstno in zvrstno raznoliko, pisal je tudi znotraj različnih slogov in smeri. Tako njegova dela segajo od realističnih do ekspresionističnih in celo dokumentarističnih. Pogosto je svoja dela objavljal pod psevdonimi Zvoran Zvoranov, Slavko Vilinski, Štefan Poljanec, A. R. Štefanovič. Najpogosteje se sodeloval z revijo Dom in svet.

### Poezija
Remec je svojo poezijo začel objavljati leta 1903 v Domu in svetu ter od leta 1907 dalje v Ljubljanskem zvonu. V rokopisni zapuščini obstajajo štirje zvezki pesmi ter dve zbirki, naslovi rokopisov so Poezije (37 pesmi), Poezije (29 pesmi), Na razpotju ter Verzi. Nikoli ni prišlo do tiskane izdaje Remčevih pesmi, vendar je del njegovega pesniškega opusa prosto dostopen na dLibu. 
V njegovi poeziji je sprva prevladujoč vpliv moderne, prve pesmi so sentimentalne impresije, pogost motiv so ljubezenska čustva, kasneje se približa ekspresionizmu. Pogosto se pojavljajo motivi osamljenosti, odtujenosti, smrti in tudi ljubezni. V povojnem obdobju pa se poveča količina pesmi z vojno tematiko.
Nekaj pesmi je pisanih s posvetilom, in sicer Josipu Murnu, Simonu Gregorčiču ter Antonu Medvedu. 
Najbolj znana je pesem Človek, objavljena leta 1918 v Domu in svetu. Pesem je deljena na uvodni režijski zapis, skozi katerega je Remec vzpostavil dokumentaristično osnovo, ter na monolog okostnjaka, nekoga, ki je padel v vojni. Človek je predstavljen kot ekspresionistični, prerojeni Človek, ki je dokončno osvobojen in ki poziva k novi prihodnosti.

### Proza
Prozna dela so bila objavljena ali samostojno ali revijalno (v Edinosti, Domu in svetu, Domačem prijatelju, Ljubljanskem zvonu ter Slovanu). Razpoznavni so vplivi domačijske povesti ter moderne lirične črtice, vendar sta kot osrednja izpostavljena predvsem erotični in psihološki motiv. 
Zgodbe so najpogosteje postavljene v vaško okolje, v redkih primerih posega tudi v mesto. Njegova prozna dela so doživela dobro bralsko recepcijo. In čeprav so bile kritike predvsem ob njegovih mladostniških povestih deljene, so vendarle priznavale, da bodo zgodbe zagotovo našle širše bralstvo.
Veliki punt (1909)je Remčev prvi daljši pripovedni tekst, podnaslovljen »Kmečka zgodba iz XVIII. stoletja«. Delo je založil Alojz Filipčič v Gorici. Besedilo je postavljeno v leto 1712, v okolje tolminskih hribov in Goriške ter se ukvarja s snovjo tolminskega punta, vendar je kot osrednji izpostavljena ljubezen med protagonistoma Ivanom in Anico. Pripoved je bila zaradi priljubljenosti med bralci večkrat ponatisnjena, prvič že leto po izidu.
Naši ljudje (1921) je zbirka petih mladostnih črtic in novel, izšla pri Goriški matici. Vsebovane zgodbe so Burja, Dobrotnik, Nova soba, Leta 1682 ter Klementa.
Iz moje domovine (1922) je zbirka dvanajstih zgodb, ki je izšla pri založbi Goričar & Leskovšek v Celju. Podnaslovljena je »Mlade povesti«, saj zaobjema njegove zgodnja besedila, ki so nastala med letoma 1907 ter 1910 (oz. zadnje leta 1919) in v katerih je še močno opazen vpliv Cankarja ter Meška.
Povest Andrej Košuta (1933), je bila sprva objavljena leta 1922 v Mladiki in po enajstih letih doživela še samostojno knjižno izdajo.
Prvi del besedila Opustošena brajda (1946) je izšel pri Mohorjevi družbi, drugi del se je le deloma ohranil v rokopisu. V delu je Remec ubesedil podobo Ptuja in okolice na začetku druge svetovne vojne, opisuje dneve pred in po nemškem vdoru.

### Dramatika
Remčeva dramatika se razprostira od realističnih ljudskih iger do ekspresionističnih dram. Večina iger je doživela uprizoritev kmalu po nastanku (večinoma v Narodnem gledališču Maribor).
Remčevo prvo dramsko delo Kirke (1922) je komedija v štirih dejanjih, ki prikazuje povojne razmere. Podnaslovljena je kot »Verižniška komedija v štirih dejanjih«, v kateri se prepletata karakterna in situacijska komika. Pisana je v sintetični tehniki, njena snov je realistična, način pisanja pa satiričen. Zaradi humanizacijskega klica se drama približuje ekspresionistični literaturi. Osrednja lika sta mlada veleposestnica Berta, kapitalistka, ki s svojimi kupčijami spravlja vse udeležence ob njihovo poštenje, ter Andrej Krševan, ki je idealist in poštenjak. Andreja stik s prekupčevalskimi posli privede do želje, da bi človeka preobrazil v poštenjaka. V izrazito izkoriščevalski družbi zakoni nimajo moči; kar kapitaliste postavi v položaj nemoči, je upor, predvsem upor prevaranega delavca, ki od Berte zahteva svoje plačilo. Drama je bila premierno uprizorjena 9. maja 1922 v Narodnem gledališču Maribor.
Užitkarji (1922) je kmečka žaloigra v treh dejanjih, s katero se je Remec skušal približati realistični kmetski drami. Pisana je v analitično-sintetični tehniki, dogajanje je ciklično. Drama je postavljena v domačijsko okolje in se ukvarja s tragiko malih kmečkih ljudi ter sočasno osvetljuje problem državnih užitkarjev. V ospredju sta predvsem motiva izgube posestva ter sovraštva do bližnjega kot posledici kapitalizma. Anton in Mana Podbregar sta užitkarja pri snahi Francki, ki se želi ponovno poročiti. Francka posestvo proda sosedu, ženinovemu očetu. Anton Podbregar išče pravico, vendar je ne najde niti na sodišču, zato soseda Franceta ustreli.
Prvo uprizoritev je igra doživela 5. januarja 1923 v Narodnem gledališču Maribor.
Magda (1924)je Remčevo najpomembnejše dramsko delo, ki v celo spada v območje ekspresionizma. Igra je podnaslovljena kot »Tragedija v 12 scenah«, s čimer je že nakazana raba postajne tehnike, ki jo je uporabil kot prvi na Slovenskem. Drama temelji na treh osebah: Magdi, Petru ter moškemu liku, ki se pojavlja kot medicinec, detektiv, policijski komisar, trgovski agent, zvodnik, pesnik, zdravnik. Pojavlja se značilna ekspresionistična tipizacija. Dogajanje poganja ljubezenski trikotnik, Magdina razpetost med platonsko ter čutno ljubeznijo, ki jo skozi dvanajst scen, dvanajst postaj v njenem življenju, vodi v dokončen propad. Igra je bila premierno uprizorjena 24. maja 1924 v Mariboru. Istega leta je izšla v Ljubljanskem zvonu in v samostojni knjižni izdaji.
Prvotni tekst je datiran v leto 1912 (uprizoritev v Ljubljani) ter naslovljen zgolj Pavla. Remec je igro nato predelal, naslovil Učiteljica Pavla. Veseloigra je bila kot takšna uprizorjena leta 1921 v Mariboru. Igra je ohranjena zgolj v rokopisu. Drama ima štiri dejanja, je realistična in pisana je v analitično-sintetični tehniki. V ospredje postavlja moralno propadanje meščanske družbe. Osrednja motiva sta ljubezen in strast. Temelji na ljubezenskem trikotniku med Pavlo, njenim zaročencem Adolfom in mlajšim študentom medicine Ivanom. Ko Adolf izve za razmerje, se Pavli želi maščevati, zato se zaplete s špansko plesalko ter za zaročenkina dejanja zahteva komisijsko preiskavo. Spor vodi v popolno oddaljitev vseh treh likov: Adolfov alkoholizem, Ivanova resignacija v ljubezni do Pavle ter opustitev študija in Pavlina službena premestitev.
Zakleti grad (1926) je romantična drama v petih dejanjih, grajena na zgodbi tlačanov ter graščakov na Goriškem in postavljena v kontekst divjanja kuge po Vipavski dolini leta 1682. Glavna motiva sta ljubezen med Sholarjem, pesnikom, in Marjetico, grajsko spletično, ter upor proti tiraniji – prikazano je razjarjeno ljudstvo, ki se je postavilo v vlogo maščevalca, v svojem uporu proti grajski gospodi so enotni. Marjetica in Sholar se kot naslednika odpovesta oblasti, grad, simbol tiranje, pa konča v ognju. V historične prizore se vpleta ekspresionistično občutje groze. Igra je bila pisana z namenom uprizoritve na ljudskih odrih in ima izrazito razvidno klasično dramsko strukturo, Remec celo sam označi preobrat v tretjem dejanju z besedo »izprememba«. Jezik je približan ljudskemu, pojavljajo se primorski izrazi ter ljudska rekla. Premierno je bila uprizorjena v Mariboru leta 1925, v tiskani izdaji je izšla leto pozneje pri Jugoslovanski knjigarni.
Remec je igro Bunda (1944) napisal v srbščini, v času njegovega izgnanstva v Vrnjački Banji. Igra je bila napisana za natečaj, in čeprav na njem ni zmagala, je vseeno doživela revijalno objavo.
Enodejanka Talci v Kraljevu (1947) , ki se ukvarja s taboriščno in zaporniško motiviko. Je kolektivna drama, ki temelji predvsem na dialogih med liki. Gre za poskus dokumentarne drame, saj Remec skuša prikazati krutost nemške zasedbe v drugi svetovni vojni in opomniti na žrtve vojnih grozot. Motivno prevladujejo ujetost, brezizhodnost in smrt. Talci so namreč zaprti v bunkerju, kjer čakajo na sodbo. Čeprav si čas krajšajo s pogovori, lahko vseeno izza vrat slišijo strele. Partnerka enega izmed talcev, Cirila Lovrenčiča, je izprosila njegovo prostost, vendar se Ciril rajši odloči za smrt s svojimi sojetniki. Enodejanka je izšla v knjižni obliki skupaj z dramo Volkodlaki.
Drama v treh dejanjih Volkodlaki , ki je v knjižni obliki izšla leta 1947 v Celju. Drama je pisana sintetično z določenimi retrospektivnimi vložki, zato je pogosto uporabljena tehnika poročila. Dogajanje je postavljeno v vas na Štajerskem leta 1941, torej v čas po nemški okupaciji, ki je tudi osrednja tema igre. Gre za upodobitev nacistične ideologije, njene okrutnosti. Prevladujoči motivi so motivi okupacije in narodnoosvobodilnega boja. Drama se odvija okoli družine, ki je sodelovala z uporniškim gibanjem, in prikazuje kar tri generacije in vpliv vojnih okoliščin nanje. Ker se Anica ni vdala novemu (nemškemu) županu, jo pošljejo na internacijo v Borl, njen partner Ivan pa se pridruži partizanom. V hiši ostaneta le Aničina mati Meta ter vnuk Petrček. Meta doživlja privide volkodlakov, ki so posledica travmatičnosti vojne ter njenega slabega duševnega zdravja.
Zanimivo je, da se je v območju literarne zgodovine kot najpreproznavnejše Remčevo delo ohranila ravno Magda, ki sicer odstopa od avtorjevega tipa ljudskih iger, ki niso doživele le dobrega gledalskega odziva, ampak so marsikatere izmed njih prejele tudi kritiško naklonjenost ravno zaradi prej omenjene ljudskosti. Tako je npr. Božidar Borko zapisal za  Užitkarje, da je ta tragedija »delo nesporne vrednosti, če jo presojamo z edino umestnega stališča: kot dramo, ki je namenjena ljudstvu in kmetiškim odrom […]«. Kritiki so prepoznavali Remčev trud, da bi napisal ljudsko igro, ki pa bi vendarle imela tudi umetniško veljavo. V model ljudske igre je subtilno vnašal moderne elemente, s čimer se je odmaknil od tradicionalnosti. Koblar je za že prej omenjene Užitkarje zapisal, da je drama »udarila v življenje in našla odziv, pri tem pa ljudje niti opazili niso, da je precej moderna«. Remčeve kmečke drame in igre za ljudske odre so torej našle svojo publiko in hkrati bile deležne kritiške afirmacije. Kasneje je svoj dramski opus razširil še s pisanjem nekoliko bolj dokumentarističnih dram pod tematskih vplivom druge svetovne vojne, ki jim je prav tako v literarnozgodovinskih razpravah odmerjeno le malo prostora oz. je njihovo obravnavanje omejeno zgolj na omembe pri navajanju preostalih del avtorja Magde. Omenjena ekspresionistična tragedija je vsekakor (bila) moderno delo, ki ima nezanemarljivo literarno vrednoto, vendar je hkrati razvidno, da v  Remčevem opusu Magda pravzaprav predstavlja osamljen primer takšnega teksta, kot tudi takšne usmeritve (čeprav se je avtor v poeziji nagibal k ekspresionizmu, vendarle nobeno njegovo drugo delo ne pripada tako izrazito tej smeri kot prav ta drama).

### Proza
- Veliki punt (1909)(COBISS)
- Naši ljudje (1921) (COBISS)
- Iz moje domovine: Mlade povesti (1922) (COBISS)
- Andrej Košuta: Povest (1933) (COBISS)
- Opustošena brajda (1946)(COBISS)

### Dramatika
- Kirke: Verižniška komedija v štirih dejanjih (1922)
- Užitkarji: Kmečka žaloigra v treh dejanjih (1922) (COBISS)
- Magda: Tragedija ubogega dekleta v dvanajstih scenah (1924) (COBISS)
- Zakleti grad: Romantična igra v petih dejanjih (1926) (COBISS)
- Bunda (1944)
- Volkodlaki: Drama v treh dejanjih (1947) (COBISS)
- Talci v Kraljevu: Drama v enem dejanju (1947)(COBISS)